# Peter Behrens

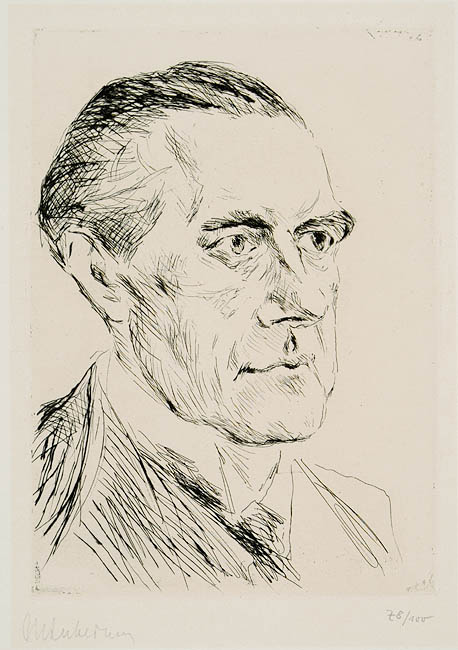
Portret van Peter Behrens door Max Liebermann

Peter Behrens (Hamburg, 14 april 1868 – Berlijn, 27 februari 1940) was een Duits schilder, architect, vormgever en typograaf. Hij geldt als de uitvinder van het corporate design.

## Levensloop
Behrens volgde zijn opleiding in Karlsruhe, Düsseldorf en München. In de laatste stad was hij in 1893 een van de oprichters van de Münchner Sezession. In 1899 vestigde hij zich in de kunstenaarskolonie op de Mathildenhöhe in Darmstadt, waar hij zijn eerste stappen als architect zette (hij bouwde er zijn eigen woonhuis). In 1903 werd hij tot directeur van de school voor kunstnijverheid in Düsseldorf benoemd en in 1907 vestigde hij zich als zelfstandig architect in Berlijn. Tot zijn medewerkers behoorden Walter Gropius, Ludwig Mies van der Rohe en Charles-Édouard Jeanneret (later bekend als: Le Corbusier), die allen later grote faam zouden verwerven. In hetzelfde jaar was hij een van de oprichters van de Deutscher Werkbund en werd hij vormgevingsadviseur (Künstlerischer Berater) bij de Berlijnse firma AEG, waarvoor hij een samenhangende huisstijl ontwierp, die de vormgeving van de fabrieksgebouwen, de producten en het reclamemateriaal omvatte. De in 1899 door hem ontworpen signatuur van een tweemaster voor het Insel Verlag wordt nog steeds gebruikt. In 1932 werd hij directeur van de Architectuurschool van de Wiener Akademie en in 1936 voorzitter van de architectuurafdeling van de Pruisische Akademie der Kunsten.

## Bekende werken
In 1909 ontwierp hij de turbinefabriek van AEG in Berlijn en liet hierin voor het eerst zien dat de moderne architectuurstijl heel geschikt is voor industriële gebouwen, en dat dergelijke gebouwen ook mooi kunnen zijn. Enorme ramen geven veel licht en door metalen staanders en dakconstructies ontstaat een brede overspanning. Er werden geen ornamenten aangebracht, de structuur is zelf elegant genoeg. 
Eveneens ontwierp hij de Duitse ambassade in Sint-Petersburg (1911) en bedrijfsgebouwen voor Mannesmann, Continental en Hoechst.

## Galerij

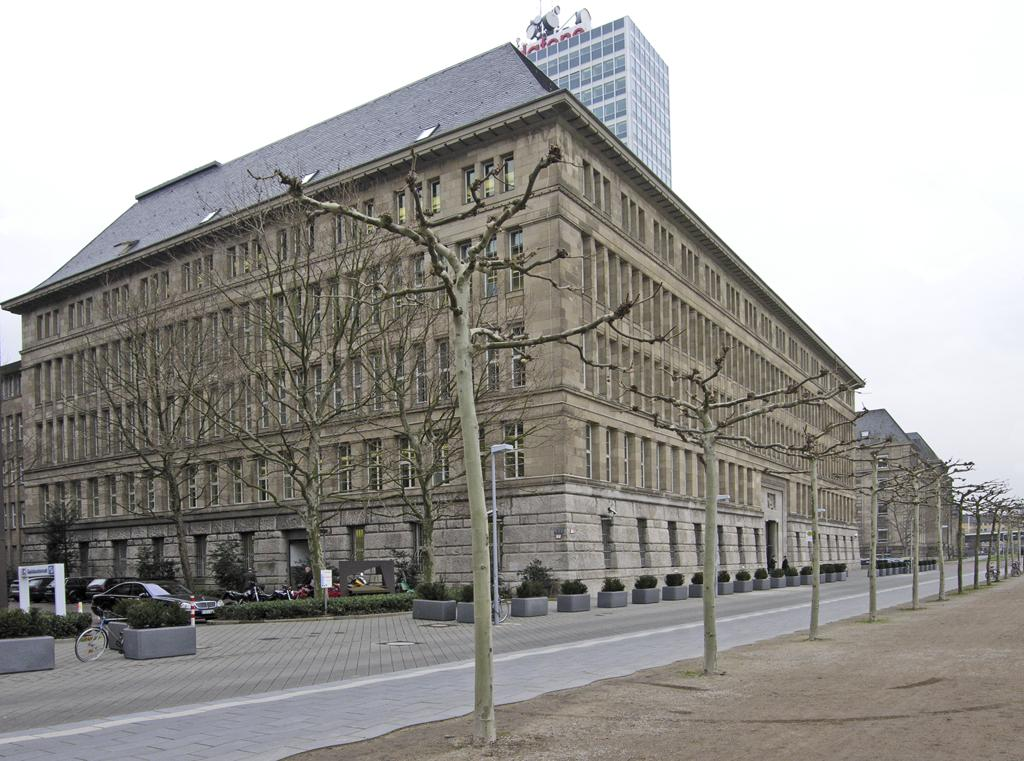
Düsseldorf: Mannesmanngebouw, 1911 (nu Vodafone)
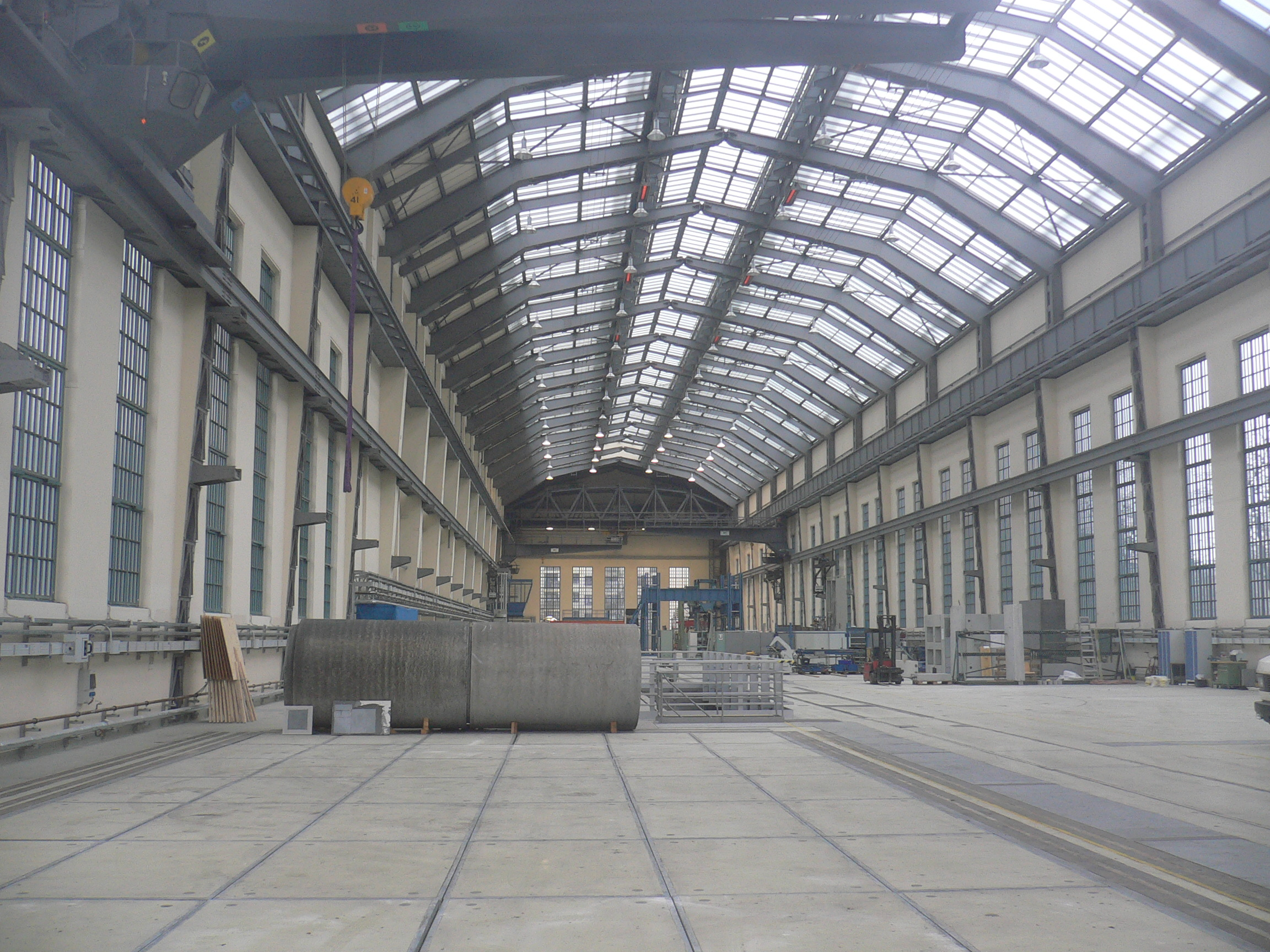
Berlijn-Gesundbrunnen: AEG-bedrijfsgebouw, interieur
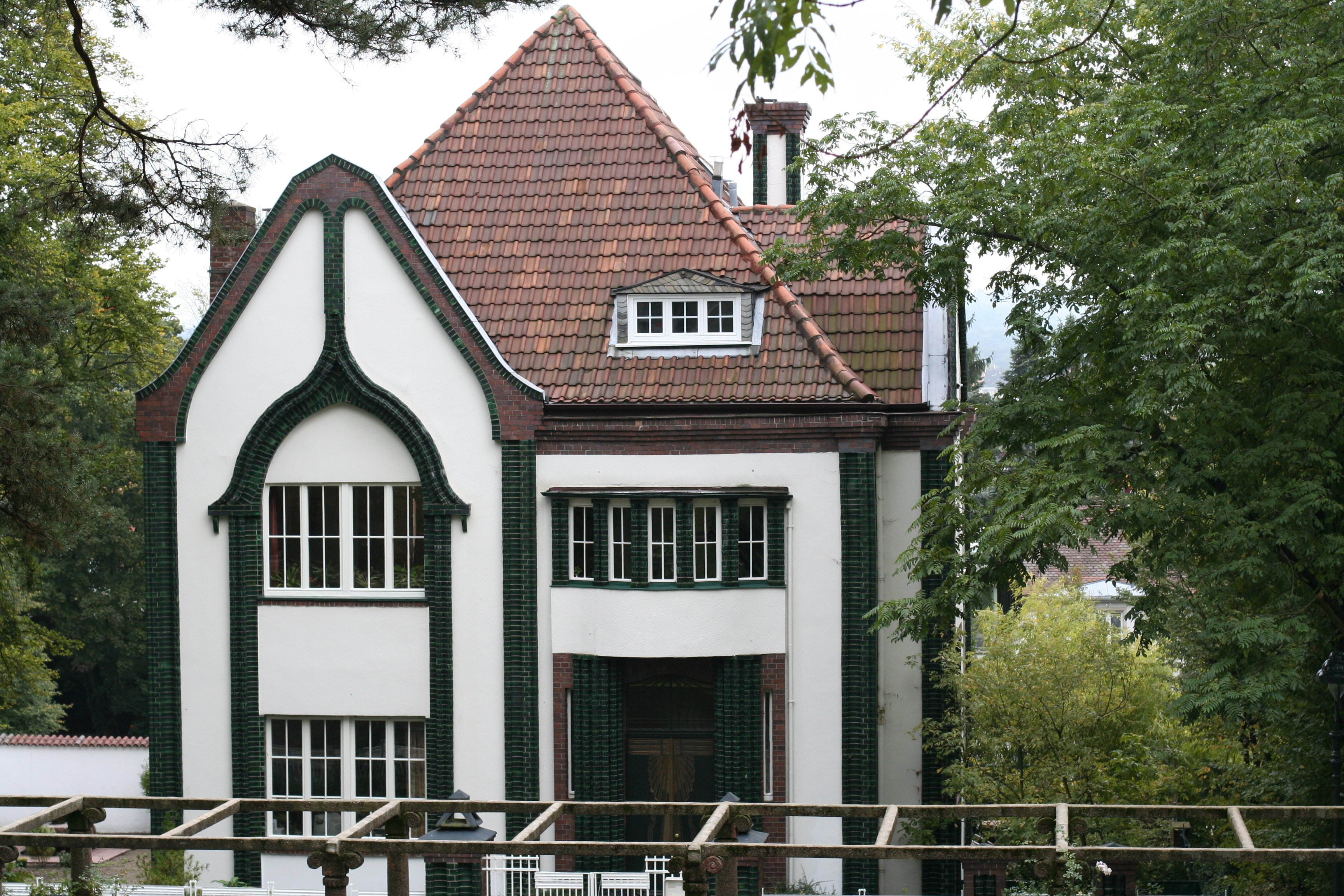
Darmstadt Mathildenhöhe; Haus Behrens
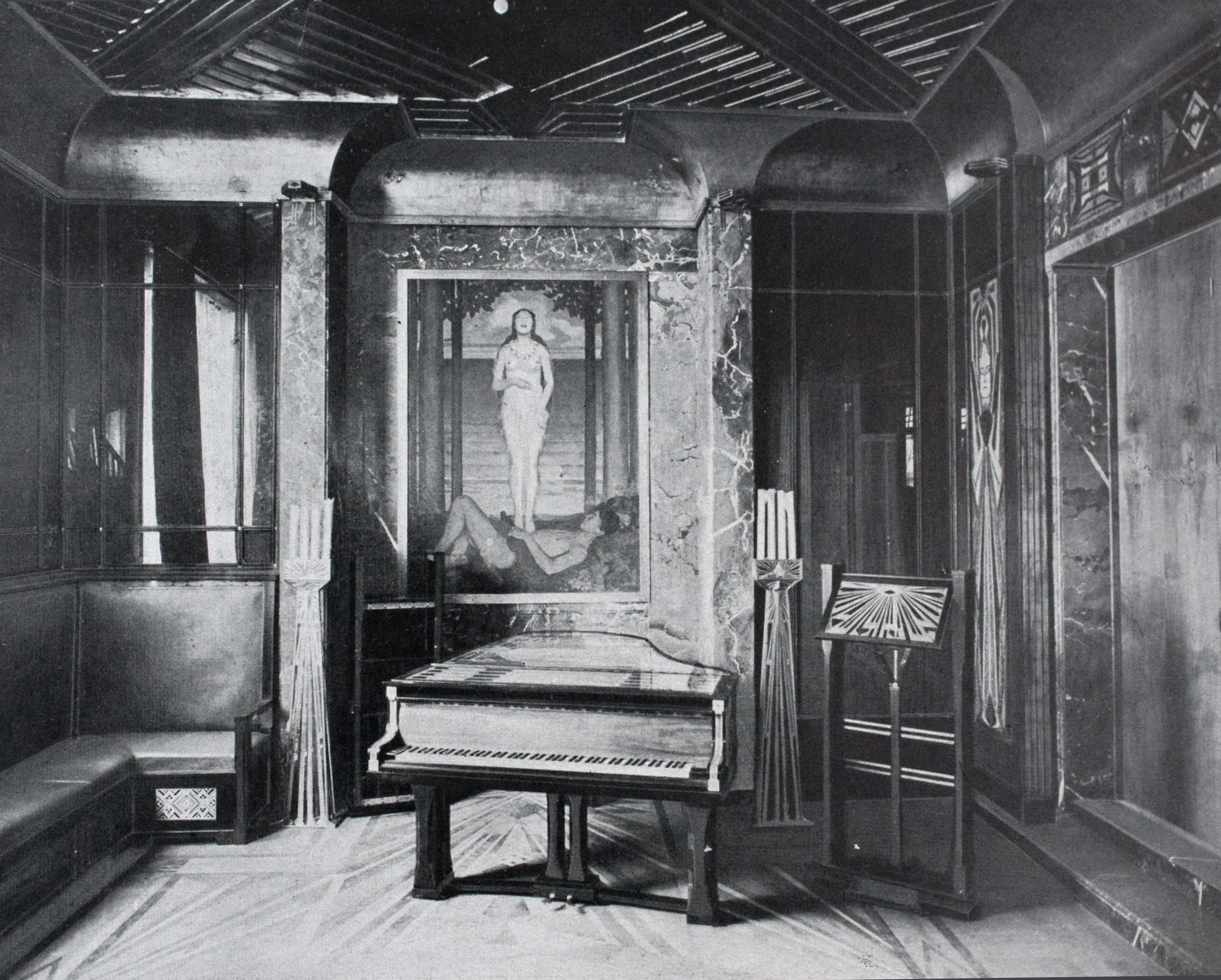
Muzieksalon Huis Behrens 1901
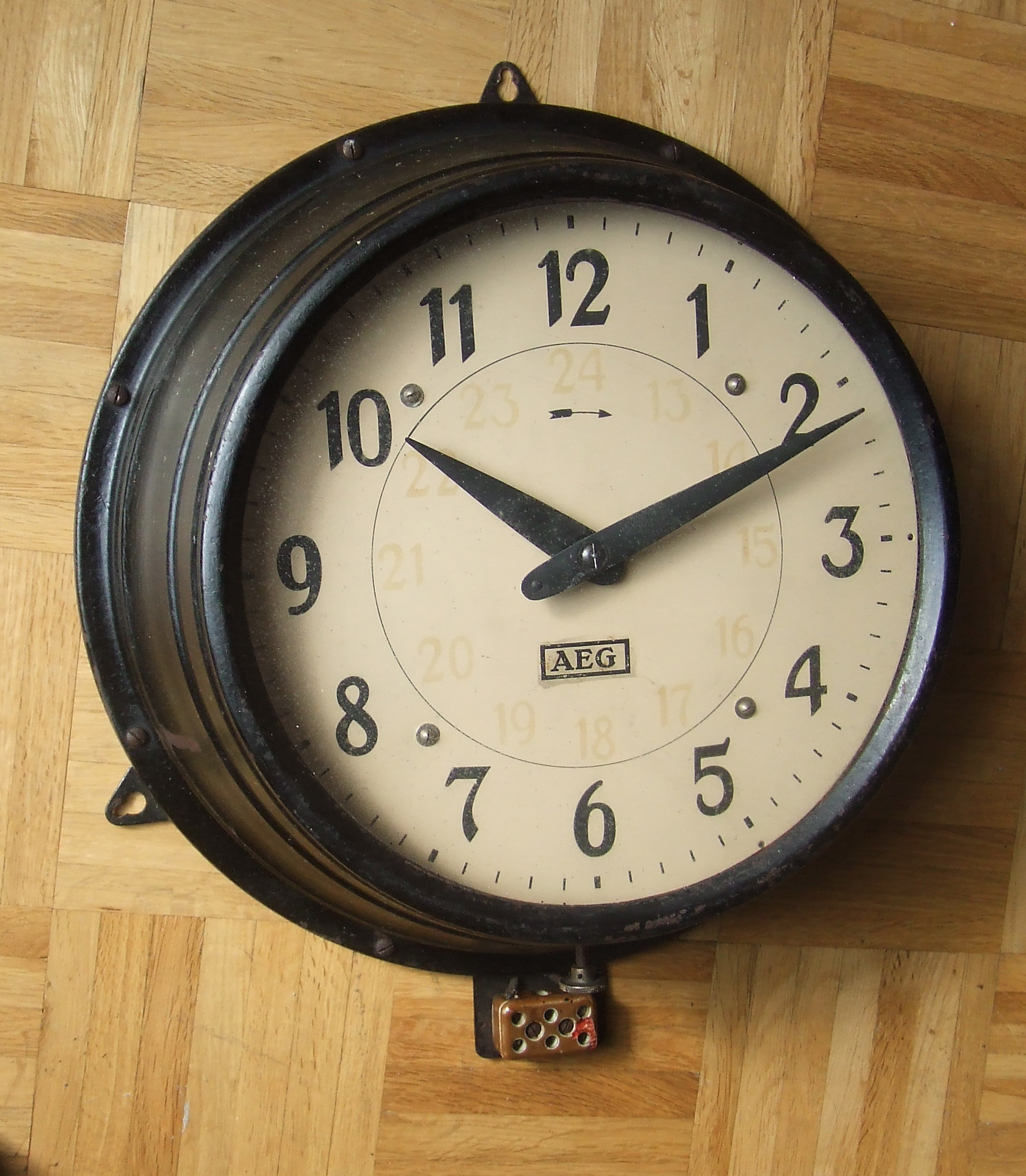
AEG-bedrijfsklok